# Hristu Chiacu
Hristu Chiacu (ur. 6 września 1986 w Bukareszcie) – rumuński piłkarz grający na pozycji pomocnika. Były reprezentant rumuńskiej młodzieżówki.

## Kariera klubowa
Karierę rozpoczynał w Dinamie Bukareszt. Następnie występował w klubie Unirea Urziceni, rozegrał tam dwa mecze w lidze. Kolejnym jego klubem był Național Bukareszt, w którym w 17 meczach ligowych zdobył 2 bramki.
W 2006 roku trafił do Wisły Kraków, gdzie ściągnął go jego rodak, trener Dan Petrescu. Kibice Białej Gwiazdy najbardziej zapamiętali jego gol w towarzyskim meczu z Sevillą, dający zwycięstwo Wiśle. Był to sparing z okazji 100-lecia klubu z Krakowa. W Wiśle rozegrał 11 meczów ligowych i strzelił 1 gola.
Latem 2007 roku wrócił do Rumunii i ponownie został zawodnikiem Dinama Bukareszt. Był wypożyczony do Dacji Mioveni, CS Otopeni oraz Astry Ploiești. W 2009 roku został piłkarzem klubu FC Timiszoara, wicemistrza kraju. Następnie grał w takich klubach jak: Xəzər Lenkoran, Ceahlăul Piatra Neamț, Concordia Chiajna, Săgeata Năvodari, CS Balotești, CSM Sighetu Marmației, CS Tunari i Academica Clinceni.